# Laspaúles (kommunhuvudort)
Laspaúles är en kommunhuvudort i Spanien.   Den ligger i provinsen Provincia de Huesca och regionen Aragonien, i den nordöstra delen av landet, 400 km nordost om huvudstaden Madrid. Laspaúles ligger 1 457 meter över havet och antalet invånare är 272.
Terrängen runt Laspaúles är kuperad åt sydost, men åt nordväst är den bergig. Runt Laspaúles är det mycket glesbefolkat, med 2 invånare per kvadratkilometer. Närmaste större samhälle är Benasque, 16,1 km norr om Laspaúles. I omgivningarna runt Laspaúles växer i huvudsak blandskog.